# Gunga Din
Gunga Din (bra/prt: Gunga Din) é um filme de aventura norte-americano de 1939 dirigido por George Stevens e produzido pela RKO Pictures, baseado vagamente no poema homônimo de Rudyard Kipling e combinado a elementos da novela Soldiers Three, do mesmo autor. 
O roteiro foi escrito por Joel Sayre e Fred Guiol de argumentos de Ben Hecht e Charles MacArthur além das contribuições não creditadas de Lester Cohen, John Colton, William Faulkner, Vincent Lawrence, Dudley Nichols e Anthony Veiller.

## Elenco
- Cary Grant - Sgt. Archibald Cutter
- Victor McLaglen - Sgt. 'Mac' MacChesney
- Douglas Fairbanks, Jr. - Sgt. Thomas 'Tommy' Ballantine
- Sam Jaffe - Gunga Din
- Eduardo Ciannelli - Guru
- Joan Fontaine - Emaline 'Emmy' Stebbins
- Montagu Love - Col. Weed
- Robert Coote - Sgt. Bertie Higginbotham
- Abner Biberman - Chota
- Lumsden Hare - Maj. Mitchell

## Sinopse
Por volta de 1880, o comando colonial britânico na Índia perde contato com o posto avançado de  Tantrapur. O coronel envia um destacamento para consertar o telégrafo e descobrir o que aconteceu, liderado por três sargentos eficientes e indisciplinados: MacChesney, Cutter e Ballantine, amigos de longa data e veteranos do exército. Acompanha o destacamento o humilde nativo carregador de água (bhisti) Gunga Din, que sonha em se tornar um "soldado da Rainha".
Ao chegar em Tantrapur o regimento é atacado por rebeldes indianos. O coronel Weed e o Major Mitchell identificam uma arma dos inimigos como pertencente ao culto Thuggee, uma seita de assassinos adoradores da deusa da morte Kali e dada como destruída há mais de cinquenta anos.
Ballantine quer deixar o exército para se casar mas os outros dois amigos armam planos para que ele desista dessa intenção. Depois, Gunga Din conta ao ganancioso sargento Cutter sobre um templo dourado. Cutter rouba a elefante Annie e parte com Gunga Din até o templo. Ao chegar ele descobre que ali é o local de encontro de centenas de Thugs, liderados por um sanguinário guru. Cutter pede a Din que retorne para avisar os amigos enquanto ele se deixa capturar pelos assassinos e é torturado.

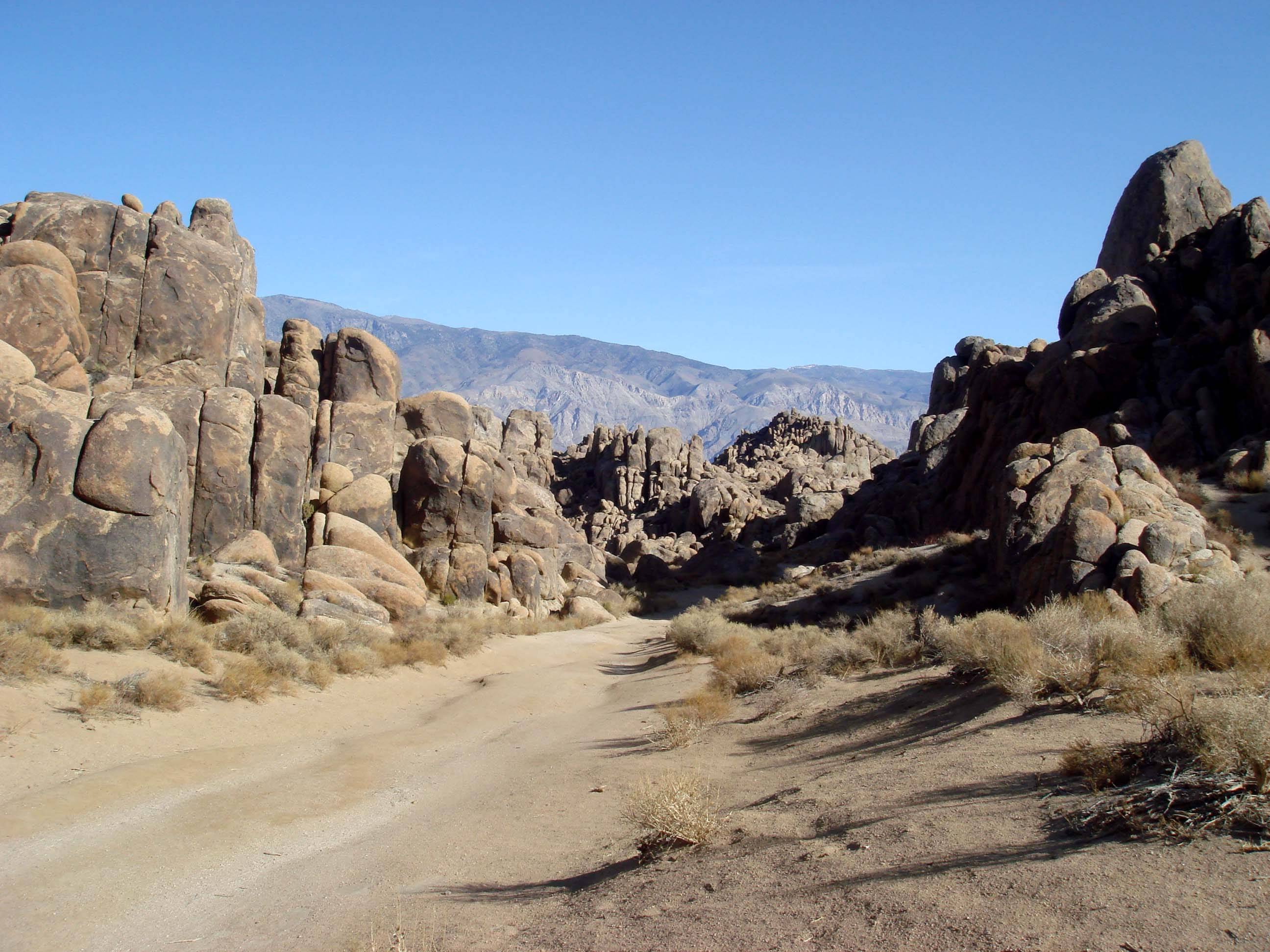
Vale nos Montes Alabama que serviu como a paisagem do Passo Khyber.